# معدن آبوویان
معدن آبوویان (ارمنی: Աբովյանի երկաթի հանքավայր؛ انگلیسی: Abovyan mine) یک معدن بزرگ در استان کوتایک در مرکز ارمنستان می‌باشد. هرازدان یکی از بزرگ‌ترین ذخایر آهن در ارمنستان می‌باشد و برآورد می‌شود ذخایری حاوی ۲۵۵ میلیون تن سنگ آهن با درجه ۴۰٪ را دارا باشد. این معدن در نزدیکی روستای کاپوتان Abovian district واقع شده است

## یادداشت
1. ↑  Aboviani erkati hankavair (Iron-ore deposit of Abovian region)